# عثة متلفة
عثة مُتْلِفَة أو الليمانترية (الاسم العلمي: Lymantria)، جنس حشرات عثية من حرشفيات الأجنحة وفصيلة الإريوسية. تنتشر على نطاق واسع في جميع أنحاء أوروبا واليابان والهند وسريلانكا وميانمار وجاوة، وجزيرة سليبيس الإندونيسية. وقد وصفت من قبل جاكوب أوبنر في عام 1819.